# Gereza niedźwiedzia
Gereza niedźwiedzia (Colobus vellerosus) – gatunek ssaka naczelnego z podrodziny gerez (Colobinae) w obrębie rodziny koczkodanowatych (Cercopithecidae). Występuje w Afryce Zachodniej. Jest krytycznie zagrożony wyginięciem.

## Występowanie
Występuje w afrykańskich państwach położonych nad Zatoką Gwinejską; są to: Wybrzeże Kości Słoniowej, Benin, Nigeria i Togo.

## Morfologia
Osiąga masę ciała od 8 do 10 kg oraz wzrost od 61 do 65 cm. Samce są nieco większe od samic. Zazwyczaj ma czarne futro, jego głowa jest również czarna, jednak jest otoczona grubym, białym pierścieniem. Ma również białe uda charakterystyczne dla tego gatunku. Ich ogon jest cały biały i zwykle dłuższy niż całe ciało.
Tak jak pozostałe gatunki z tego rodzaju, młode rodzą się pokryte białym futrem, a dopiero później zmieniają kolor na czarny.

## Ekologia

### Biotop
Zamieszkują lasy galeriowe lub sawanny. Wysokość terenu, na którym żyją, nie przekracza 350 m n.p.m.

### Pokarm
Odżywiają się głównie liśćmi oraz nasionami, jednak sporadycznie jedzą również owoce oraz owady.

### Styl życia
W niewoli dożywają do 36 lat, natomiast na wolności zwykle jest to około 20 lat. Większość, bo aż 59% czasu, spędzają na odpoczynku, 24% na pożywianiu się, 14% na przemieszczaniu się, natomiast około 3% na interakcjach między sobą.
Dziennie przemierzają około 300 metrów w poszukiwaniu pożywienia. Grupy, w których żyją, mają różną wielkość – od 2 do 33 osobników.

### Rozmnażanie
Młode rodzą się przeważnie w porze deszczowej i najczęściej rodzi się jedno młode. Ciąża trwa około 5–6 miesięcy. Odstęp między kolejnymi ciążami to zazwyczaj około 20 miesięcy. Młode osiąga dojrzałość płciową po 4 latach w przypadku samic oraz po 6 w przypadku samców.

## Zagrożenia

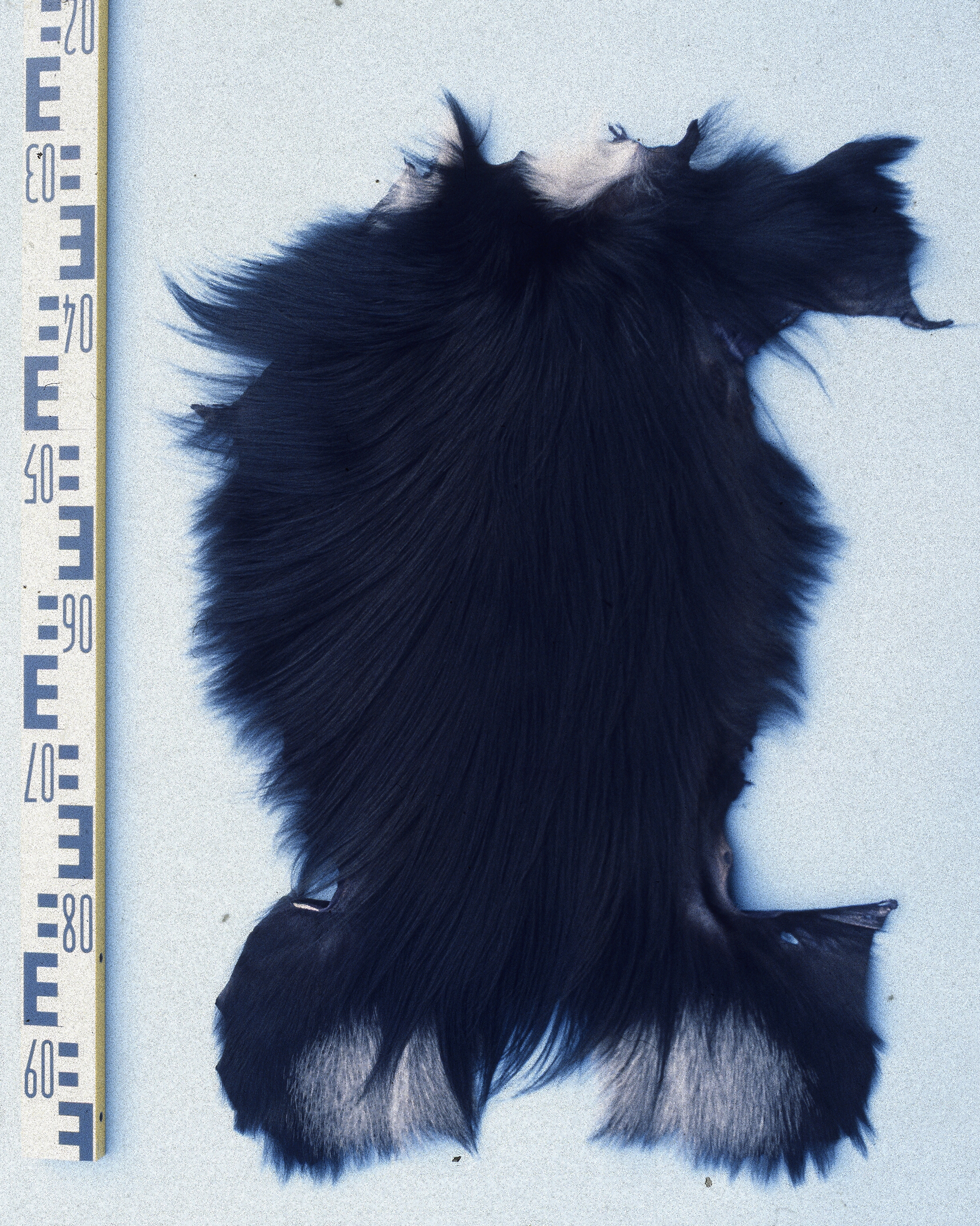
Skóra gerezy niedźwiedziej

Ich naturalnym zagrożeniem są drapieżniki występujące w lasach, jak choćby lampart lub wojownik wspaniały. Jednak są także obiektem polowań dla ludzi, w celu pozyskania mięsa lub skóry.